# Deportivo Español (Guayaquil)
El Círculo Deportivo Español fue un antiguo equipo de fútbol profesional de Guayaquil, Provincia del Guayas, Ecuador por César Maruri Concha dueño de la botica Imperial que aún existe y un grupo de jóvenes, guayaquileños, más un milagreño por excepción, inspirados por los primeros mundiales de fútbol pero especialmente por el atildado fútbol español con la presencia del embajador de España en Guayaquil. Tras jugar el Campeonato Nacional en 1966 y 1967, el club desapareció en 1970 y cambió de nombre a Guayaquil Sport.

## Palmarés

### Torneos provinciales
| Competición                        | Títulos | Subcampeonatos |
| ---------------------------------- | ------- | -------------- |
| Segunda Categoría del Guayas (0/1) |         | 1969.          |

- Datos: Q5260734